# 2MASS J17111353+2326333
2MASS J17111353+2326333 — коричневый карлик в созвездии Геркулеса. Принадлежит спектральному классу L0, но может также отличаться на один или два подкласса. Его собственное движение составляет 0,064 угловых секунды в год с углом позиционирования около 240 градусов. Объект был впервые описан в 2007 году в исследовании выбора объектов в каталоге 2MASS. Астрономы оценили по спектральному классу, грубо определённому ими, и соответствующей абсолютной звёздной величины, что расстояние составляет порядка 40 парсек.